# Tízoc

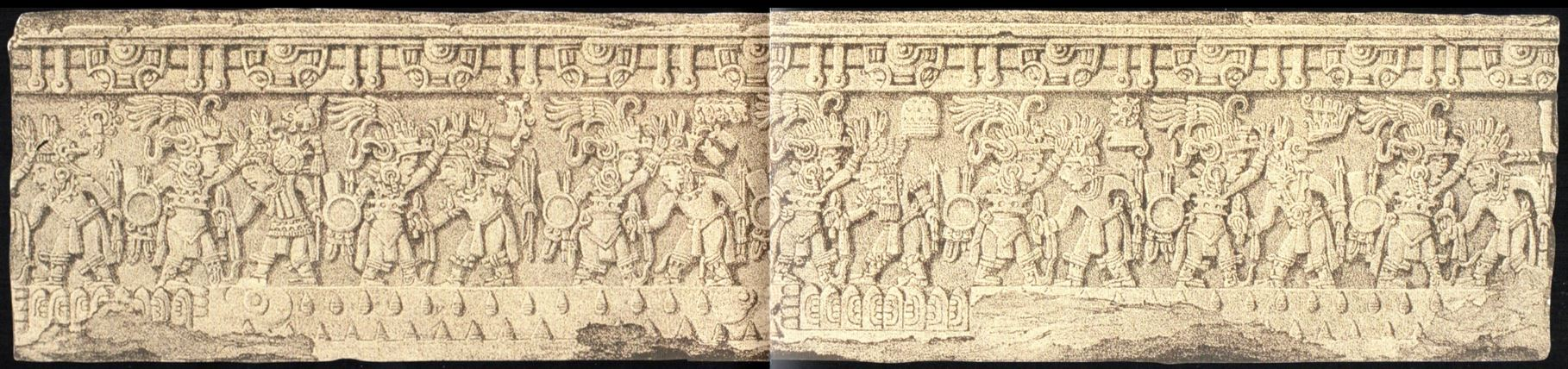
La Piedra de Tízoc que representa las victorias del tlatoani y fiestas dedicadas a Xiuhtecuhtli (dios del fuego).
Museo Nacional de Antropología (México)

Tīzoc Chālchiuhtlatona (del náhuatl: Tīz-oc Chālchiuh-tlatona ‘Agujerado con esmeraldas’), (1436-1486) fue el séptimo huey tlatoani de los mexicas, sucesor de su hermano Axayácatl, especialmente dedicado a la vida religiosa y con escaso éxito en la expansión militar, que tuvo un reinado relativamente corto (1481-1486).
Era hijo de Tezozomoctli, hijo primogénito de Itzcoatl, y hermano de Ahuízotl y de Axayácatl. Fue elegido tlatoani en 1481 luego de la muerte de este.

## Campaña militar
Su primera campaña, el ataque a la ciudad de Meztitlán, resultó una derrota y (a pesar de las catorce campañas militares que emprendió) no pudo acrecentar los dominios de la Triple Alianza. Esto le inclinó a dedicarse más a administrar y "educar" lo conquistado, que a conquistar nuevos pueblos.
Este pacifismo provocó algunas sublevaciones, como la de Tōllocān, que fue apaciguada levemente, comparando con los crueles aplastamientos de la Triple Alianza.
Por otra parte, emprendió conquistas hacia Veracruz y Oaxaca. Mandó construir un monolito conocido como "La piedra de Tízoc" que rememorase las conquistas de Tamajachco y Miquitlan en territorio huasteca, Atezcahuacan, en Puebla, u Otlappan, en Guerrero. Sin embargo, algunos historiadores atribuyen muchas de las conquistas no a Tízoc mismo sino a sus antecesores.

## Gobierno interior
Mandó la reconstrucción del Templo Mayor de Tenochtitlan intentando conseguir la protección de los dioses, tarea completada por Ahuitzotl en 1487, y desarrolló el primer sistema de correos del imperio.
Promovió la medida en principio bien acogida de sumar al estilo de vida mexica a los pueblos sometidos, pero en unos cuantos años, al ver los costes de dicha empresa, y al encontrarse limitados a unos tributarios cada vez más domesticados, pero menos pagadores y cada vez menos respetuosos se vio la imposibilidad de su continuación.

## Asesinato
El carácter insípido y los insuficientes éxitos del tlatoani catalizaron la intriga contra él que supuestamente se fraguó con su envenenamiento por una conjura de los miembros de su corte Techoylala y Maztla, señores de Tlachco e Iztapalapa respectivamente.
Tras su muerte, la corte se reunió inmediatamente para elegir a su hermano menor Ahuízotl (1486-1502), un prometedor tlatoani.